# Арси, Марк
Марк Арси (фр. Marc Arcis; 1655[…], Музан — 1739[…], Тулуза) — французский скульптор. Учитель художника Антона Риваля. С 1674 по 1674 годы делал бюсты Тулузской ратуши в Тулузе. Работал над отделкой Сорбонна и Версаля в Париже. После 1690 года поселился в Тулузе, украшал часовни и церкви в Сен-Сернен и Сент-Этьене. 

## Биография
Родился в 1655 году в масонской семье. Его отец, Жан Арси и дед, Бернар Арси происходили из Лабесед-Лораге. Обучался скульпторе в Тулузе, где его учителями были Жан-Пьер Риваль и Жерве Друэ. В 1674 году занимался отделкой Тулузской ратуши и создал ряд бюстов для художественной галереи, среди них: Людовик XIV, поэт Пьер Годолен и римский полководец Марк Антоний Прим.
После завершения работы в Тулузе переехал в Париж, где работал на отделкой Сорбонна и Версаля. Выполнял заказы консула Гаспара III Фьебе и президента парламента Тулузы Гаспара де Фьебе. В 1684 году был принят в академию изящных искусств.
По просьбе ассамблеи Беарн изготавливает бронзовую статую Людовика XIV, изначально планировалось поставить её напротив Королевского дворца в По, но после она была перенесена к протестантскому храму снесённого в ходе эдикта Фонтебло. В 1691 году женился на Жанне Блан, дочери скульптора Бернара Блана, в браке было трое детей. 
После 1960 года на постоянной основе переехал в Тулузу. Руководил работам в часовни в Сен-Сернен и кафедрального собора в Тулузе. Скончался в 1739 году. Похоронен в монастыре кармелитов (Тулуза).

## Галерея

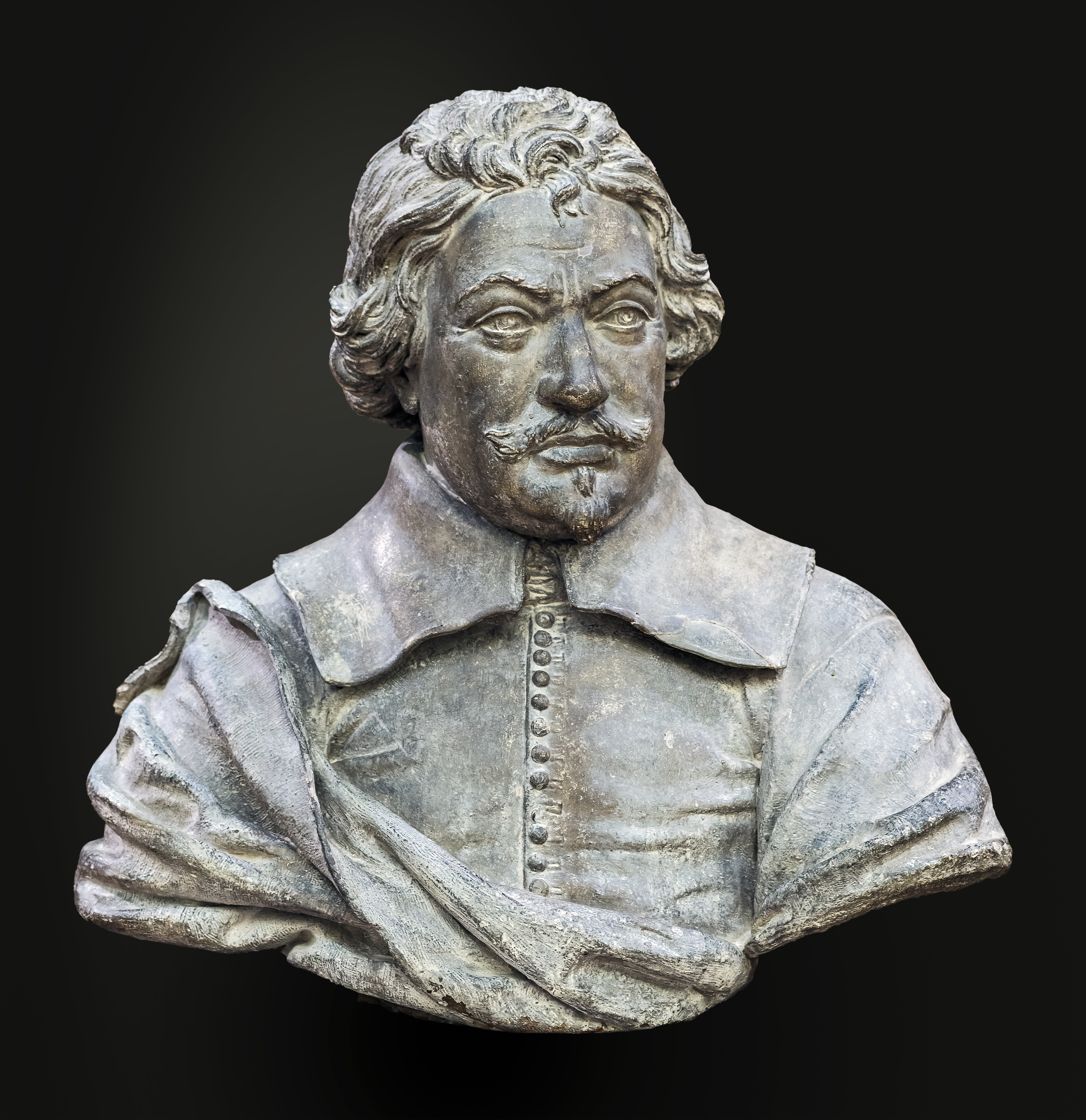
Пьер Годолен, собрание музея Августинцев
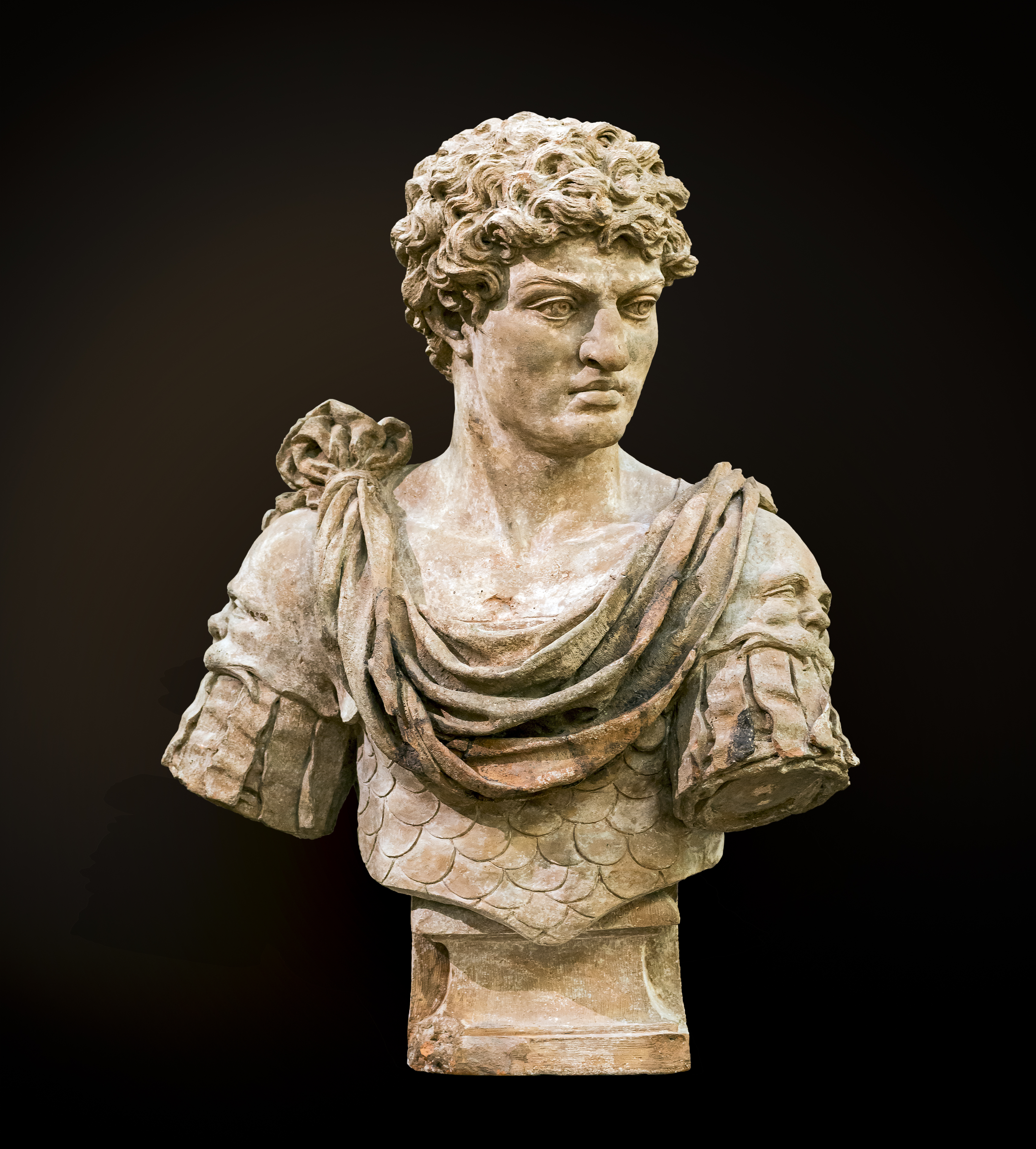
Марк Антоний Прим, собрание музея Августинцев
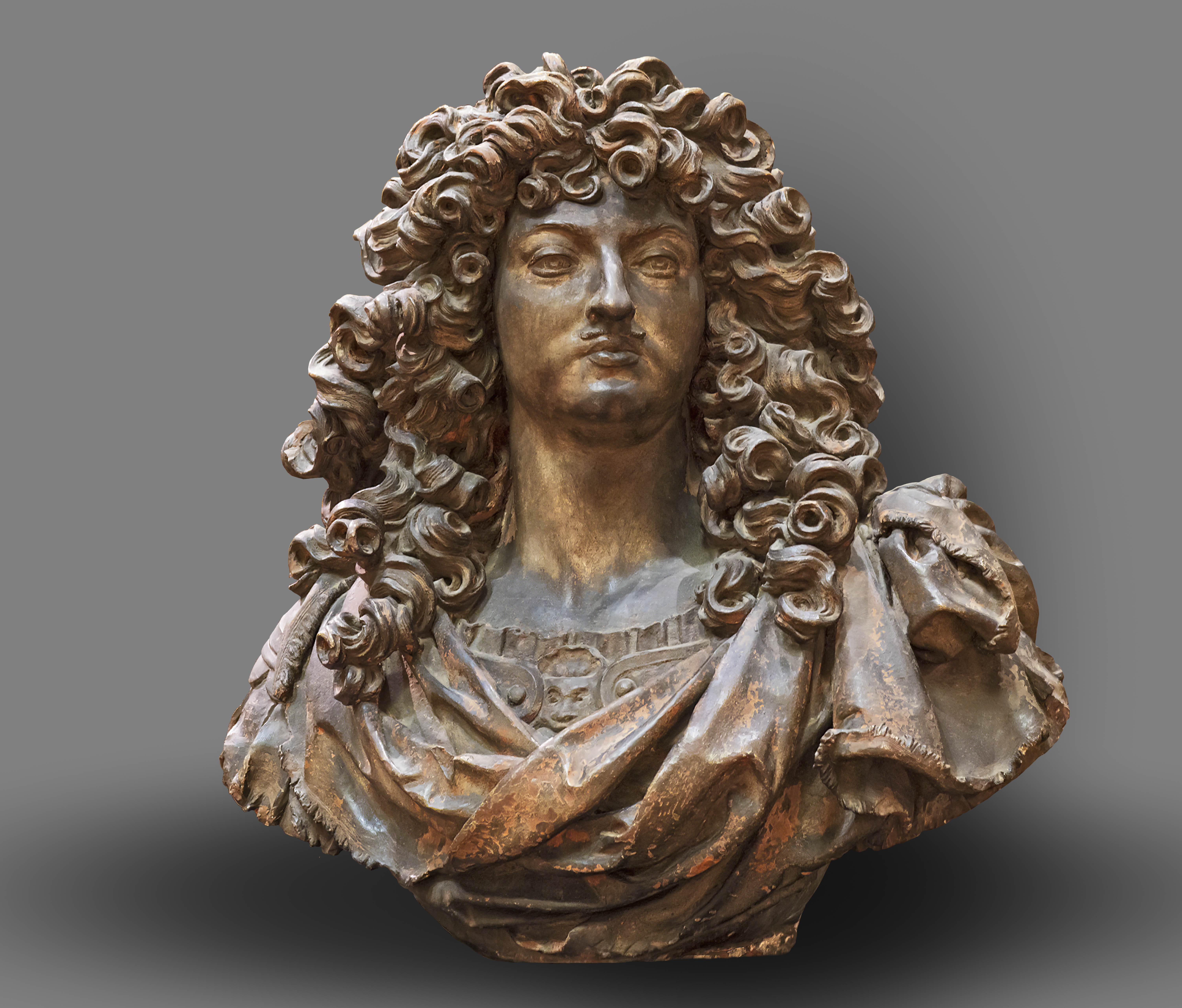
Людовик XIV, собрание музея Августинцев
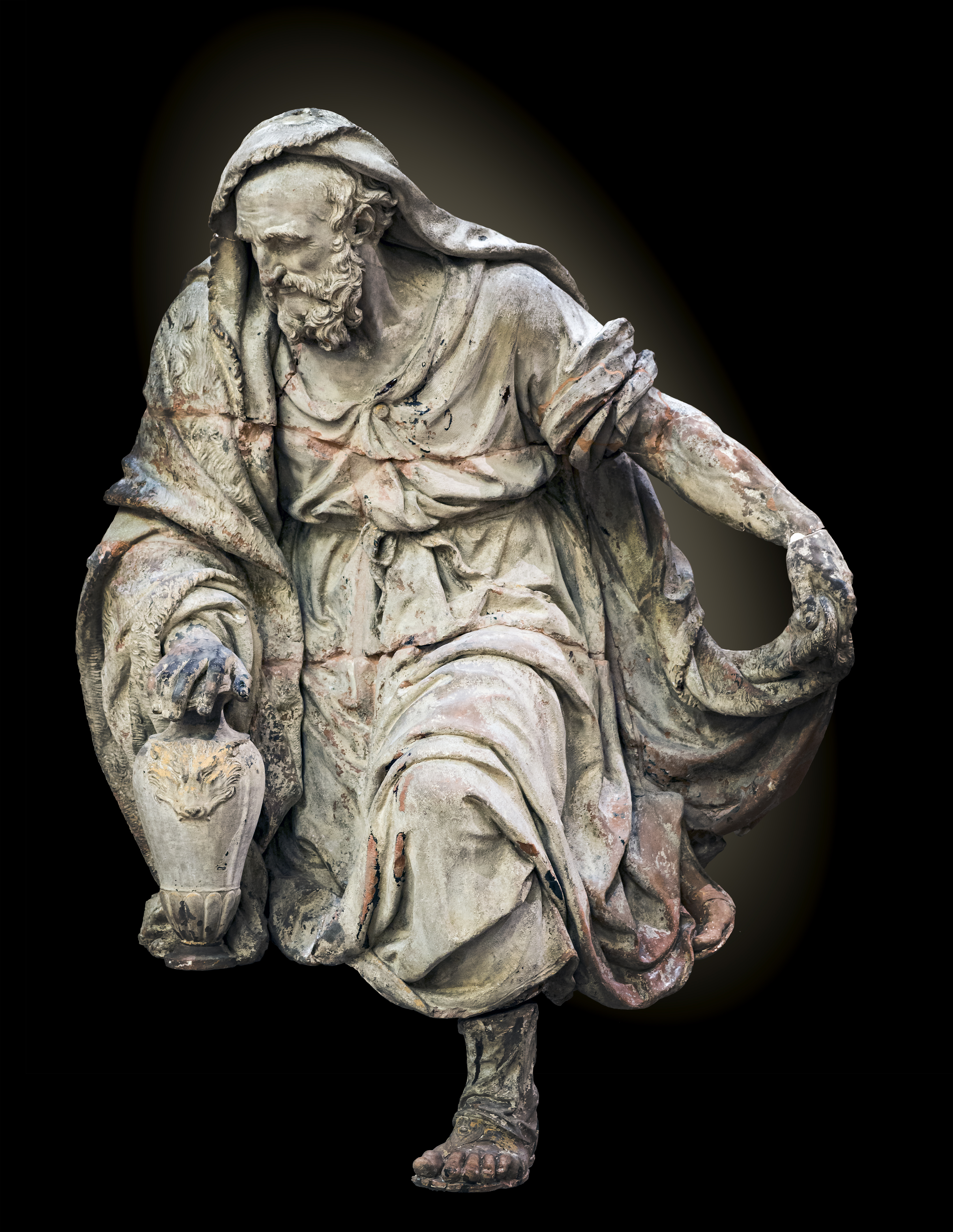
Елисей, собрание музея Августинцев
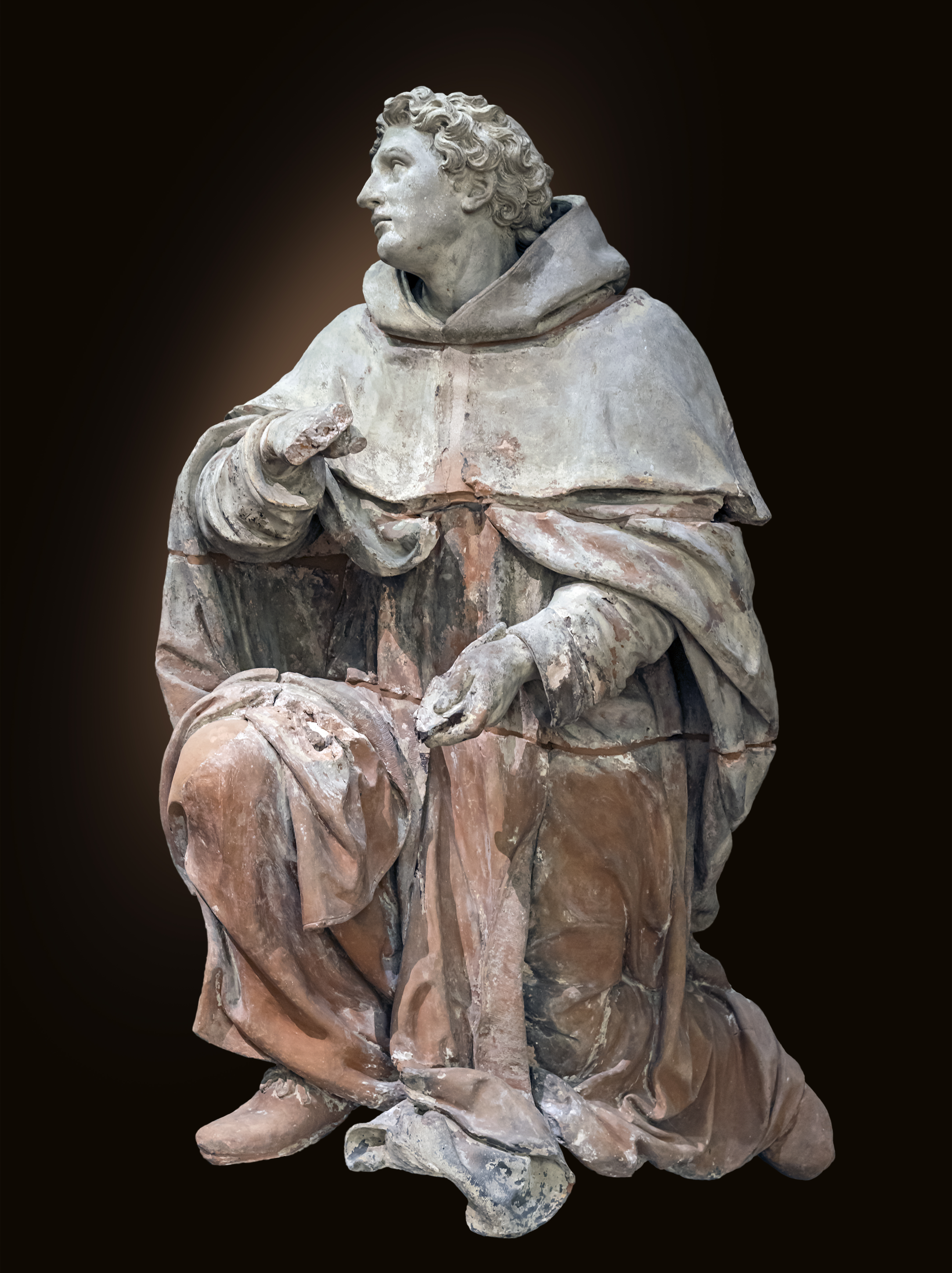
апостол Агав. собрание музея Августинцев
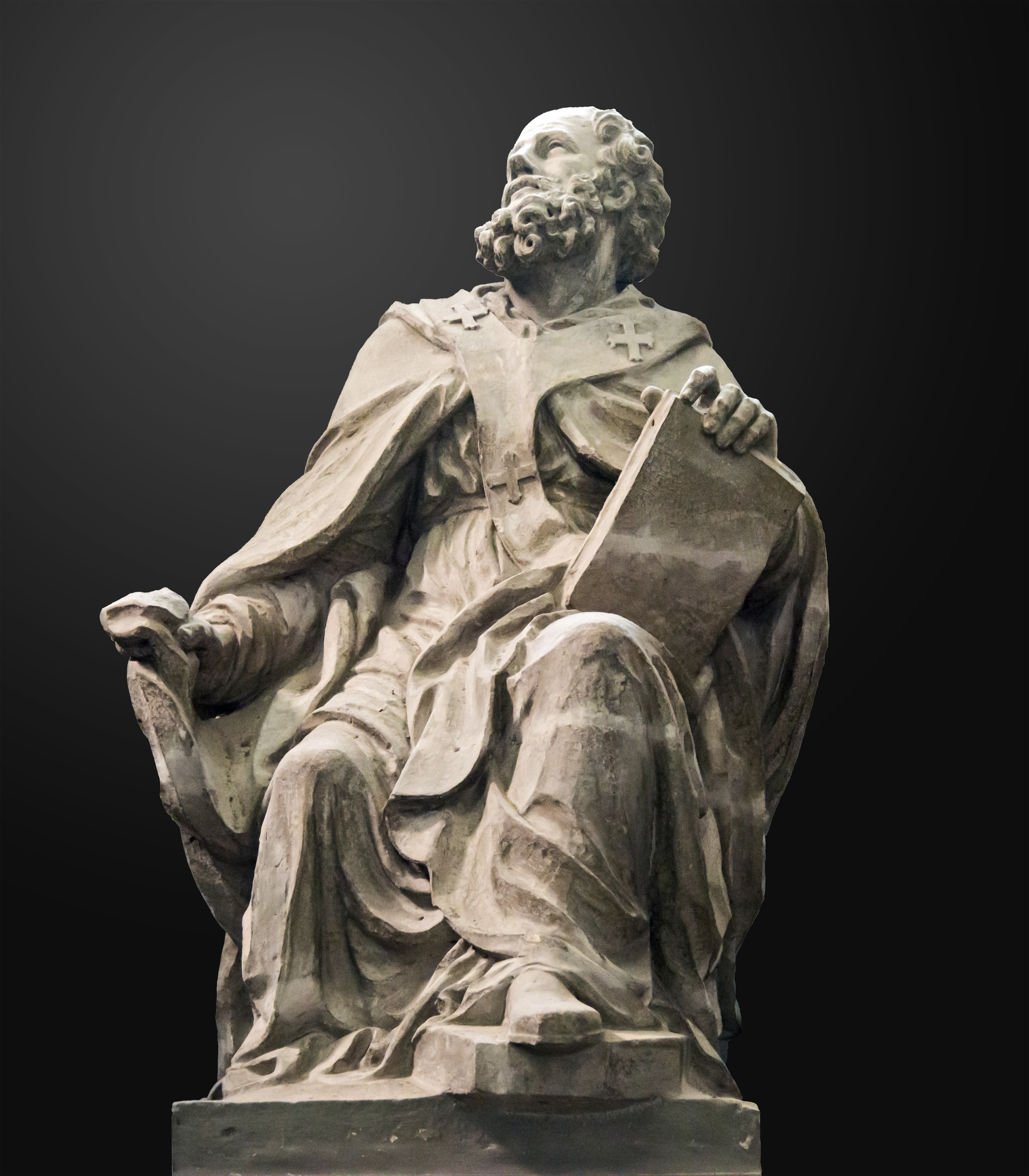
Аврелий Августин, Монтобанский собор